# Сергиевское (Липяговское сельское поселение)
Сергиевское — село в Милославском районе Рязанской области, входит в состав Липяговского сельского поселения. 

## География
Расположено на берегу речки Дриска в 8 км на юго-запад от центра поселения села Липяги и в 40 км на северо-запад от райцентра посёлка Милославское.

## История
По переписным книгам 1678 года Сергиевское, что была пустошь Дриски значится в вотчине за бригадиром Михаилом Афанасьевичем и за братом его стольником Иваном Афанасьевичем Матюшкиными. В 1678 году в означеном селе было 1 двор помещиков и 32 двора крестьянских. Сергиевское, Дриски тож, под 1700 годом упоминается в качестве новоселебного села. Время первоначального построения в том селе церкви неизвестно, деревянная Никольская церковь построена была в 1767 году. В 1810 году помещица села Сергиевского бригадирша Екатерина Евдокимовна Бибикова просила дозволение исправить в Никольской церкви ветхости - покрыть церковь новым тесом, а также наружные стены и возобновить иконостас, что ей и было разрешено. В 1879 году исправлена была каменная вокруг церкви ограда.
В XIX — начале XX века село входило в состав Лошаковской волости Данковского уезда Рязанской губернии. В 1906 году в селе был 71 двор.
С 1929 года село входило в состав Марьинского сельсовета Чернавского района Рязанского округа Московской области, с 1937 года — в составе Рязанской области, с 1959 года — в составе Липяговского сельсовета Милославского района, с 2005 года — в составе Липяговского сельского поселения.

## Население
| 1859 | 1906 | 2010 |
| ---- | ---- | ---- |
| 261  | ↗394 | ↘11  |